# 伊敏苏木
伊敏苏木，是中华人民共和国内蒙古自治区呼伦贝尔市鄂温克族自治旗下辖的一个苏木。

## 行政区划
伊敏苏木下辖以下地区：
吉登嘎查、红花尔基嘎查、毕鲁图嘎查、巴彦塔拉嘎查、阿贵图嘎查、伊敏嘎查和苇子坑嘎查。